# Pleito del virrey extranjero
El conocido como Pleito del virrey extranjero constituyó un conflicto jurídico de competencias entre los reyes de la monarquía hispánica y las instituciones propias del Reino de Aragón, cuyo inicio data de 1482, cuando Fernando el Católico nombró al catalán Juan Ramón Folch IV (1486-1513), conde de Prades, Cardona y Pallars virrey, lo que a algunos les parecía un contrafuero, puesto que los Fueros de Aragón estipulaban que los oficiales reales debían ser natural del reino. Ya antes la misma cuestión se había planteado con respecto al lugarteniente del reino, empezando con el nombramiento por Pedro IV de su sobrino, el conde Pedro II de Urgel, en 1366.
Más tarde, el entonces príncipe Felipe, reinando Carlos I, nombró también a un virrey extranjero: Diego Hurtado de Mendoza, futuro Príncipe de Mélito en 1553 o 1554, que se volvió a denunciar como desafuero.
En 1588 Felipe II volvió a nombrar un virrey castellano, el marqués de Almenara, sustituyendo al conde de Sástago. Este hecho fue criticado por los diputados de la Generalidad invocando los fueros aragoneses. Almenara fue atacado y su casa quemada, por lo que volvió a Castilla para informar al rey. Felipe II nombró virrey a Jaime Jimeno de Lobera (obispo de Teruel). El rey entonces decidió interponer una demanda en los tribunales aragoneses para que se dilucidara de una vez por todas si el Virrey era un funcionario real o no, enviando a Zaragoza al marqués de Almenara como su representante en el pleito. A esto se oponían las instituciones aragonesas, que pedían que la cuestión se debatiera y resolviera en Cortes. Una de las razones por las que el rey quería nombrar un virrey que no fuera aragonés era que así éste podría arbitrar de forma más equitativa entre las facciones nobles del reino, sin tener el rey que decantarse y favorecer una de ellas contra las otras.
Esta situación, junto con el problema del condado de Ribagorza y el intento de enjuiciar a Antonio Pérez derivó en las Alteraciones de Aragón en 1591, en las que el representante real en el pleito, el marqués de Almenara, fue asesinado. En 1592, habiendo el rey acabado con la revuelta, convocó las Cortes en Tarazona y obtuvo finalmente el poder explícito de nombrar un virrey no aragonés, lo que puso fin al problema legal del virrey extranjero más de un siglo después de haberse iniciado.